# Ligne de Winterslag à Eindhoven
La ligne 18 de Winterslag à Eindhoven est une ligne de chemin de fer, longue d'environ 60 km, qui relie les villes de Winterslag en Belgique et Eindhoven aux Pays-Bas.

## Histoire
Le tronçon de 32,5 km entre Houthalen et Achel (frontière) ainsi que la section de 16,8 km menant jusqu'à la gare centrale d'Eindhoven ont été inaugurés le 20 juillet 1866, dans le cadre de la liaison Hasselt - Eindhoven, par la Compagnie du chemin de fer Liégeois-Limbourgeois et des prolongements, également appelé Chemin de fer Liège-Limbourg. L'ensemble de la ligne, désormais recoupée comme section des lignes 15, 18 et d'Eindhoven à la frontière belge était à voie unique. Entre 1866 et la nationalisation du Liégeois-Limbourgeois en 1896, ce sont les Chemins de fer de l'État néerlandais qui exploitent l'ensemble de son réseau : lignes Eindhoven - Hasselt, Hasselt - Liers - Liège (Vivegnis) et Liers - Ans - Flémalle.
Neerpelt devient une gare de bifurcation le 2 juin 1879 lorsque le Grand Central Belge met en service la section de Mol à la frontière entre l'Allemagne et les Pays-Bas de son chemin de fer dit "Rhin d'acier" connectant Anvers à München-Gladbach (actuellement Mönchengladbach). Le bâtiment du Liégeois-Limbourgeois étant trop petit, il est remplacé par une grande gare de type standard du Grand Central Belge mais l'alignement de la ligne 18 est conservé, imposant à la ligne du Grand Central deux courbes de prés de 90°.
La découverte de charbon dans le Limbourg belge entraine la création de la Kolenspoor, un réseau de voies ferrées devant relier les différents sites miniers au réseau ferroviaire existant, deux extensions ont été ajoutées inaugurées en 1925 au départ de Houthalen.
Un tronçon (12,8 km) menait à Beringen-Mines, où il se connectait à la ligne 17 par une bifurcation à deux branches en direction de Bourg-Léopold et Diest mais il fut bientôt redésigné en tant que section de la ligne 15.
L'autre tronçon (10,7 km) prolonge la ligne 18 vers Winterslag/Zwartberg, en lisière de Genk d'où les trains peuvent poursuivre en direction de Hasselt, par le chemin de fer existant, ou en direction de Bilzen, sur la ligne Hasselt - Tongres - Liège originellement construite par le Liégeois-Limbourgeois. Cette extension a été inaugurée le 1er juillet 1925 et était exclusivement destinée au transport de marchandises. Néanmoins, après la Seconde Guerre mondiale, il y a eu une courte période de trafic de passagers. En 1948, trois paires de trains par jour assuraient le trafic de banlieue pour les mineurs. Départ et arrivée à Waterschei à 06h00, 14h00 et 22h00 (changement d'équipe des mineurs).
En raison de la surélévation de la ligne principale à Eindhoven commencée le 28 novembre 1953, la bifurcation avec la ligne de Bréda à Eindhoven à proximité immédiate de la se retrouve compromise. En 1959, l'ancienne ligne de chemin de fer entre Valkenswaard et Eindhoven a été interrompue. La commune décide alors de construire une déviation entre Eindhoven et Valkenswaard. On dit aussi qu'une autre raison de la déviation est que le maire de Waalre habitait le long de la voie ferrée et qu'il a été réveillé la nuit par des trains de marchandises qui passaient. En 1951, il aurait usé de son influence pour détourner le chemin de fer[réf. nécessaire]. Le chemin de fer a été détourné via Geldrop à travers le Groote Heide, rendant possible la continuation du trafic jusqu'à l'arrêt des circulations causé cette fois-ci par un déclin de l'activité ferroviaire.
Le 2 juin 1957, l’ensemble de la ligne ferme aux voyageurs. Le transport de marchandises est resté possible pendant quelques années, mais a été progressivement supprimé entre 1973 et 1996 :
- le 31 mai 1973, le dernier train circulait entre Neerpelt et Eindhoven ; les rails sont retirés en 1985.
- le 5 janvier 1986, le dernier train circulait entre Houthalen et Eksel ; la ligne est déferrée 1988.
- le 2 juillet 1996, l'ultime train circulait sur la ligne ferroviaire 18, entre Eksel et Neerpelt. Les pistes ont été rompues en 1999.

Une piste cyclable a été aménagée sur une grande partie de l'assiette ferroviaire restante, à savoir les autoroutes cyclables F75 et F74.
La section de Winterslag à Houthalen est fermée le 4 août 1990. En 1994, les voies sur le territoire de la commune de Zonhoven ont été démantelées et une piste cyclable a été aménagée sur le lit. Le tronçon entre Winterslag et le dépôt militaire de Zonhoven est resté en service pendant plusieurs années jusqu'à sa fermeture. Cette section de voie n'est actuellement (2025) pas encore complètement déposée.

## Infrastructure

### Ligne
Sur les sites suivants, il y a ou a eu une connexion aux lignes de chemin de fer suivantes : Winterslag : Ligne 21A entre Hasselt et Maaseik et Ligne 21C entre entre Genk-Goederen et Y Rooierweg et Maaseik ; Houthalen : Ligne 15 entre Y Drabstraat et Y Zonhoven ; Neerpelt : Ligne 19 entre Mol et Hamont ; Aalst-Waalre : Ligne entre Aalst-Waalre et l'aéroport Welschap ; Eindhoven : Ligne entre Bréda et Eindhoven, Ligne entre Eindhoven et Weert et Ligne entre Venlo et Eindhoven.

## Projets
Dans le cadre du Plan Spartacus, le Gouverneur Limbourgeois Steve Stevaert belge a voulu rouvrir la partie belge jusqu'à Neerpelt. Comme alternative à la réouverture en tant que liaison ferroviaire, une liaison tram express ou tramway entre Eindhoven et Hasselt a également été étudiée. Une liaison en train (léger) serait la plus rentable, mais l'initiative revient à la SNCB, qui n'a rien fait. Puisqu'en 2016 la SNCB ne s'était toujours pas engagée sur la réactivation de la ligne ferroviaire 18, le ministre Ben Weyts a annoncé le 8 juillet 2016 qu'elle proposerait un préfinancement à la SNCB et à Infrabel afin qu'ils "ne puissent pas dire non". Le 21 mars 2019, Ben Weyts a annoncé que l'étude pour la réouverture est terminée et qu'elle sera certainement faite. Il y voit une sorte de connexion nord-sud pour le Limbourg.

## Galerie

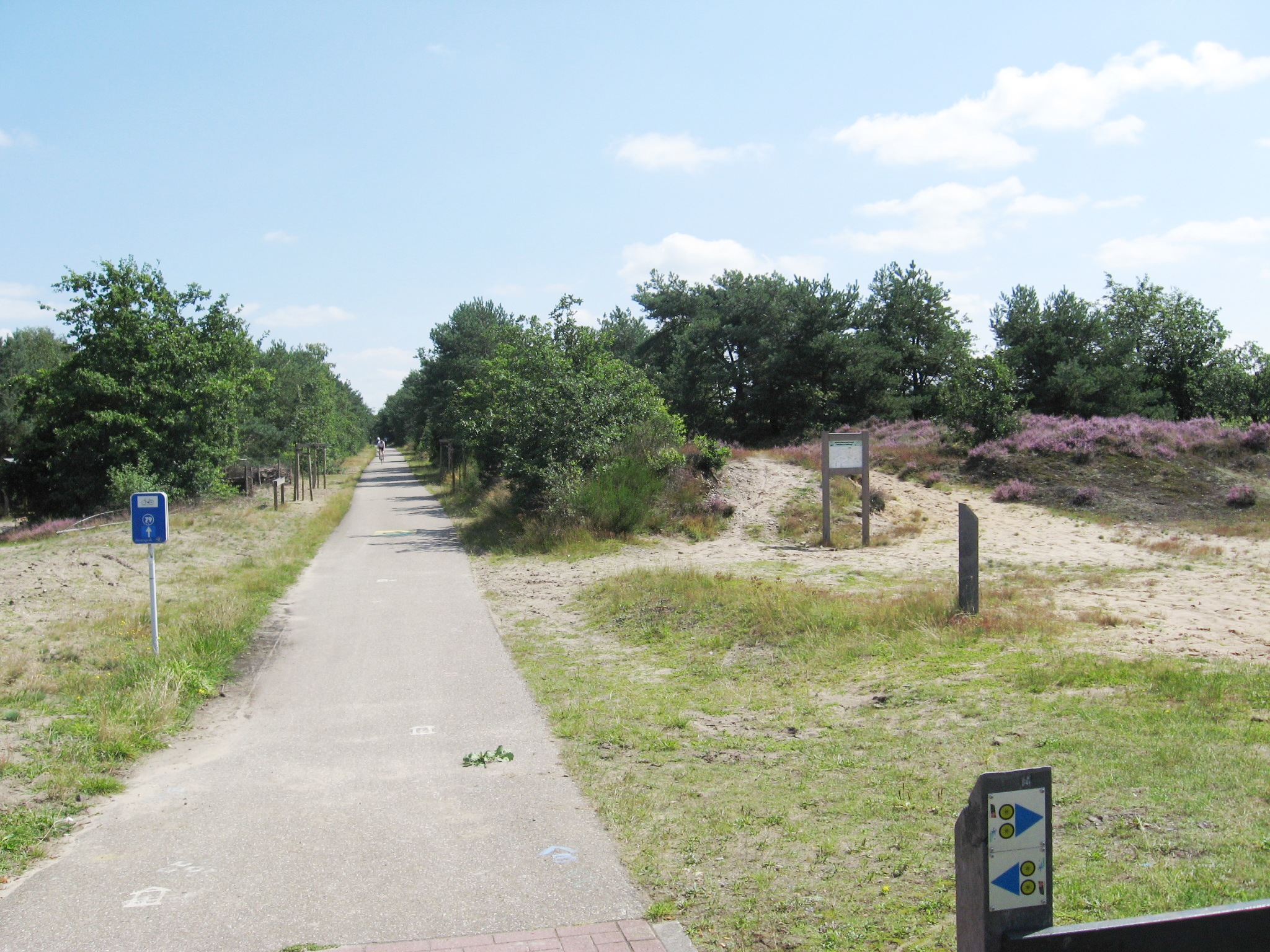
Spoorlijn 18 in natuurgebied De Teut in Zonhoven
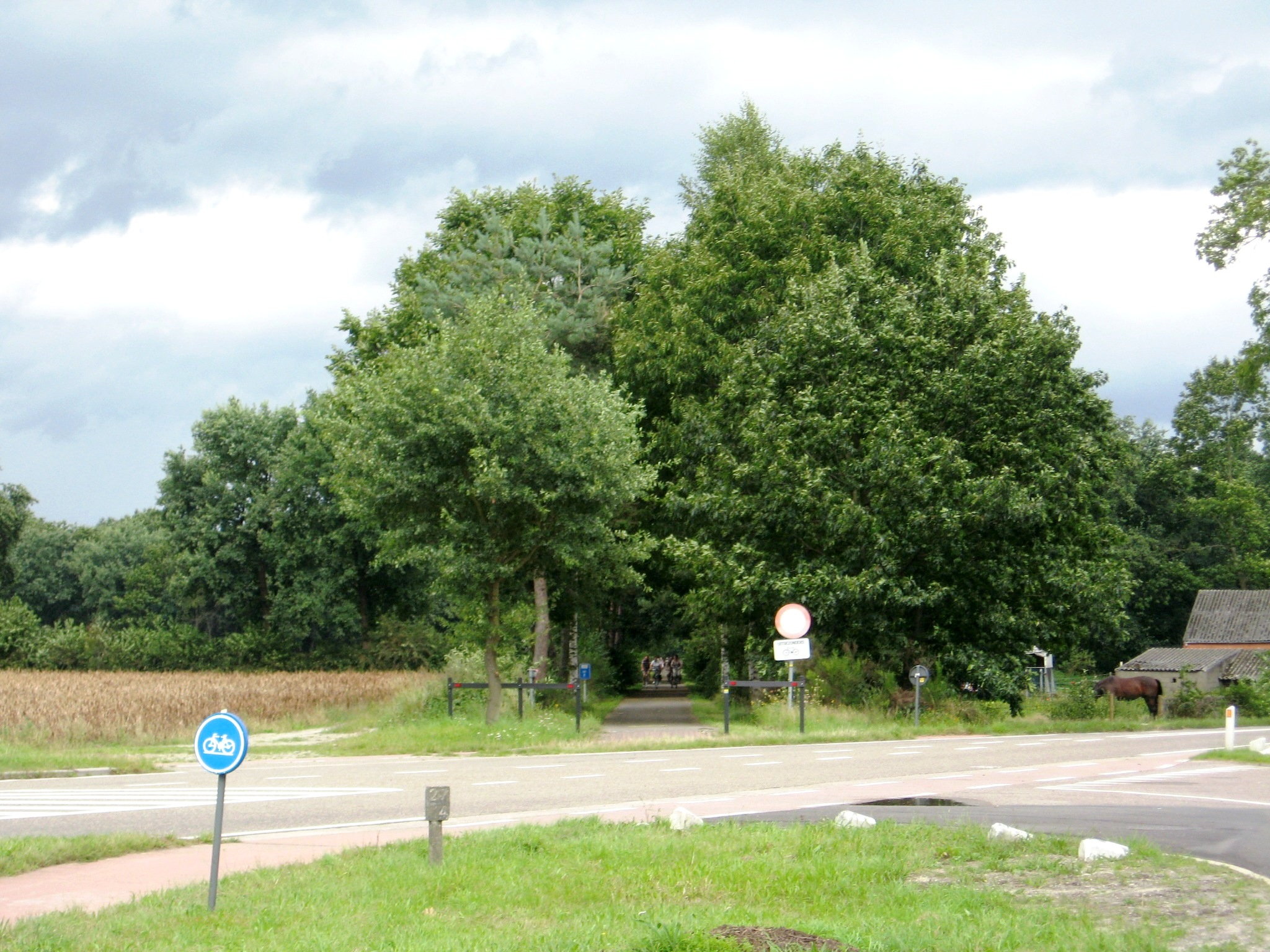
Spoorlijn 18 ter hoogte van het voormalige station van Eksel
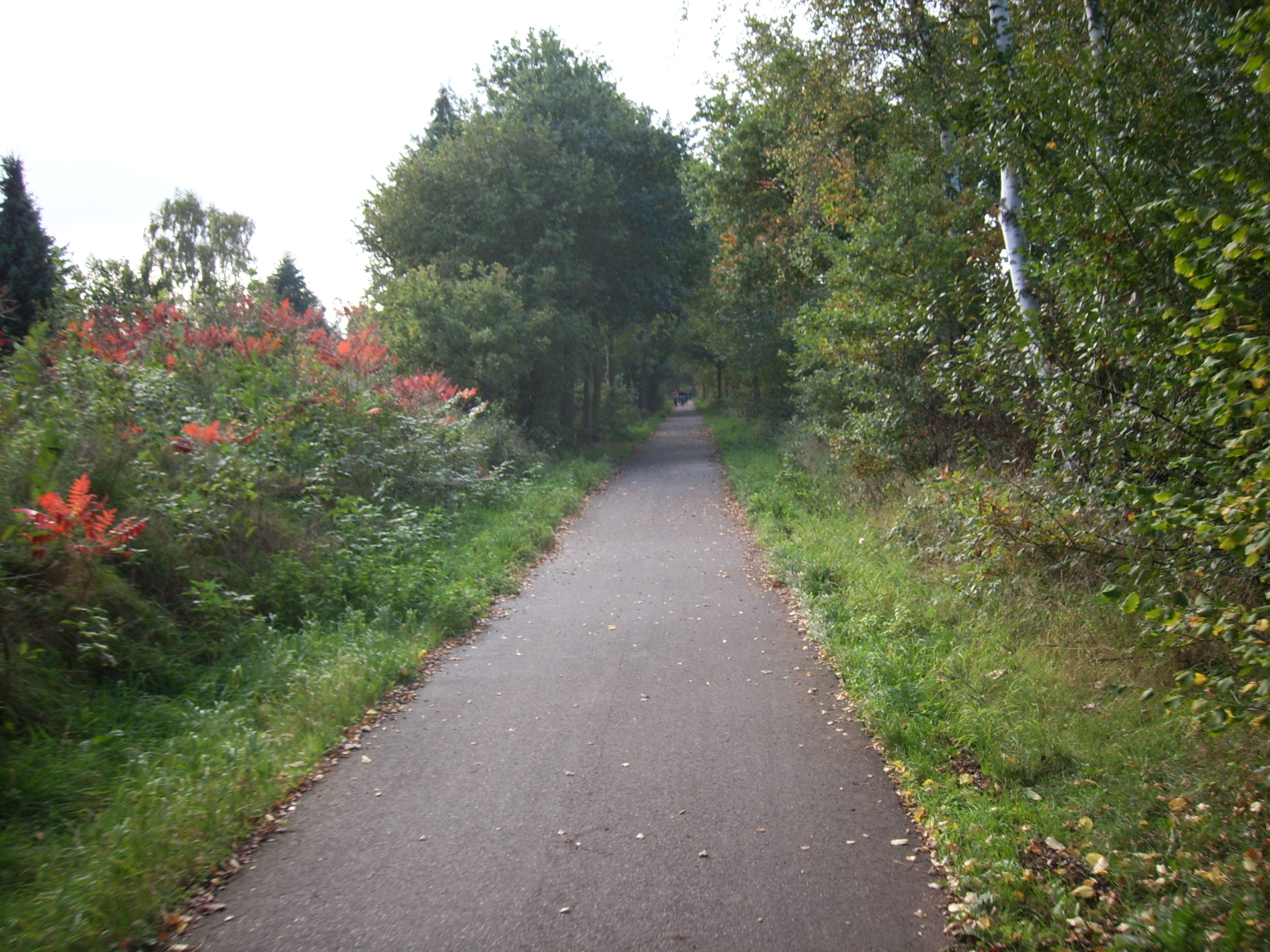
In Achel werd op de spoorwegbedding een fietspad aangelegd
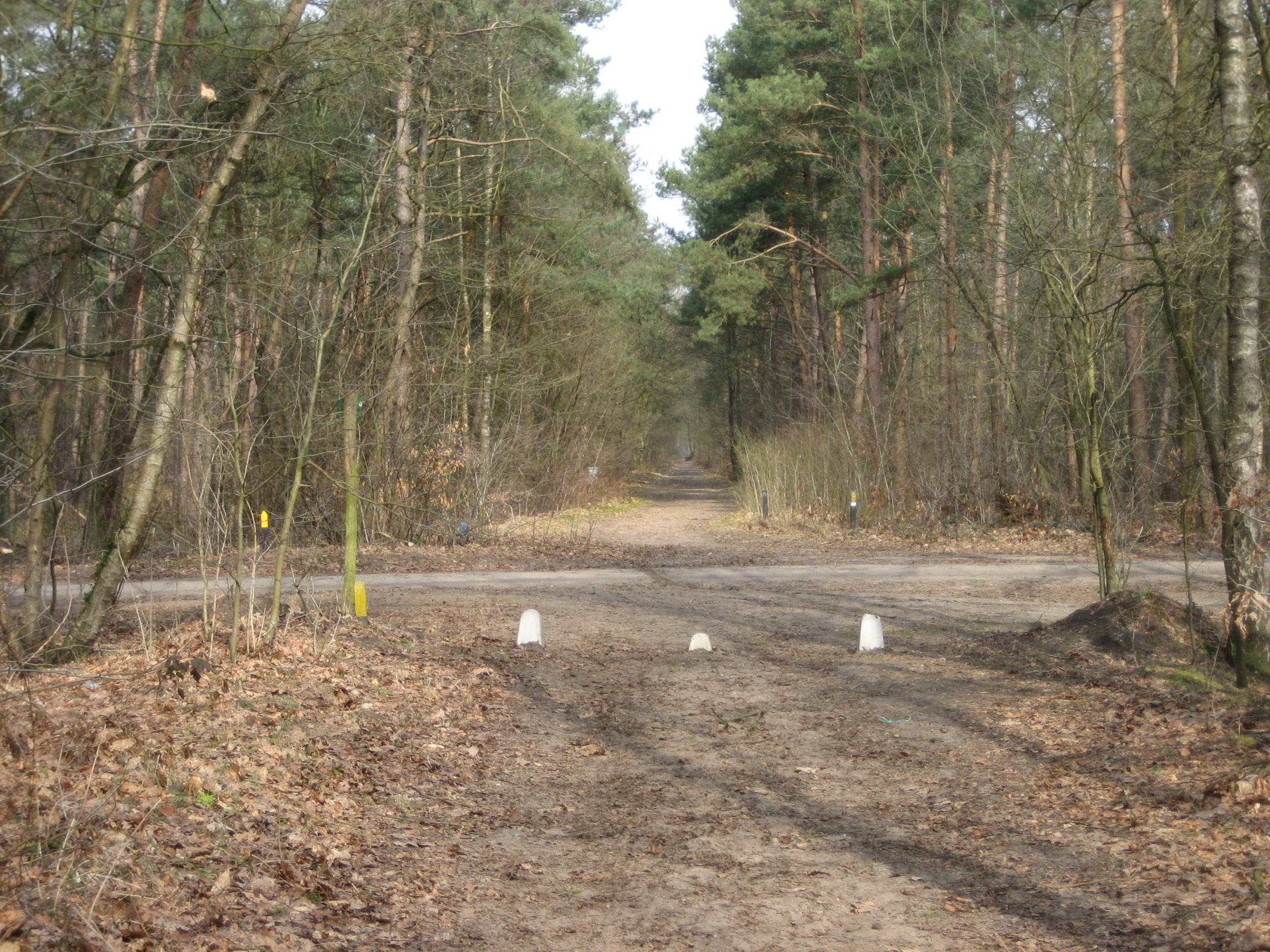
Valkenswaard, kruising Merenstraat
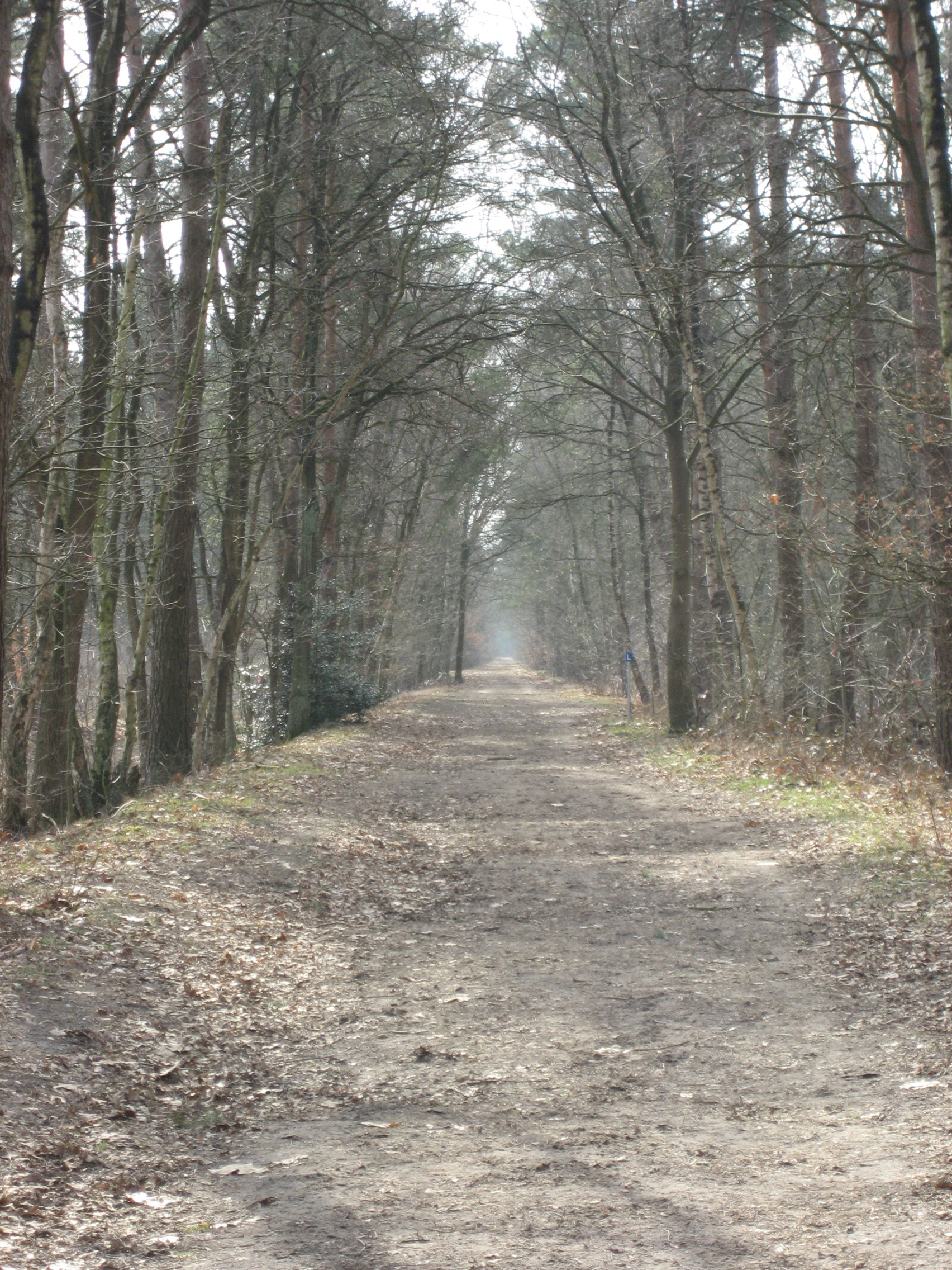
Valkenswaard, kruising Merenstraat
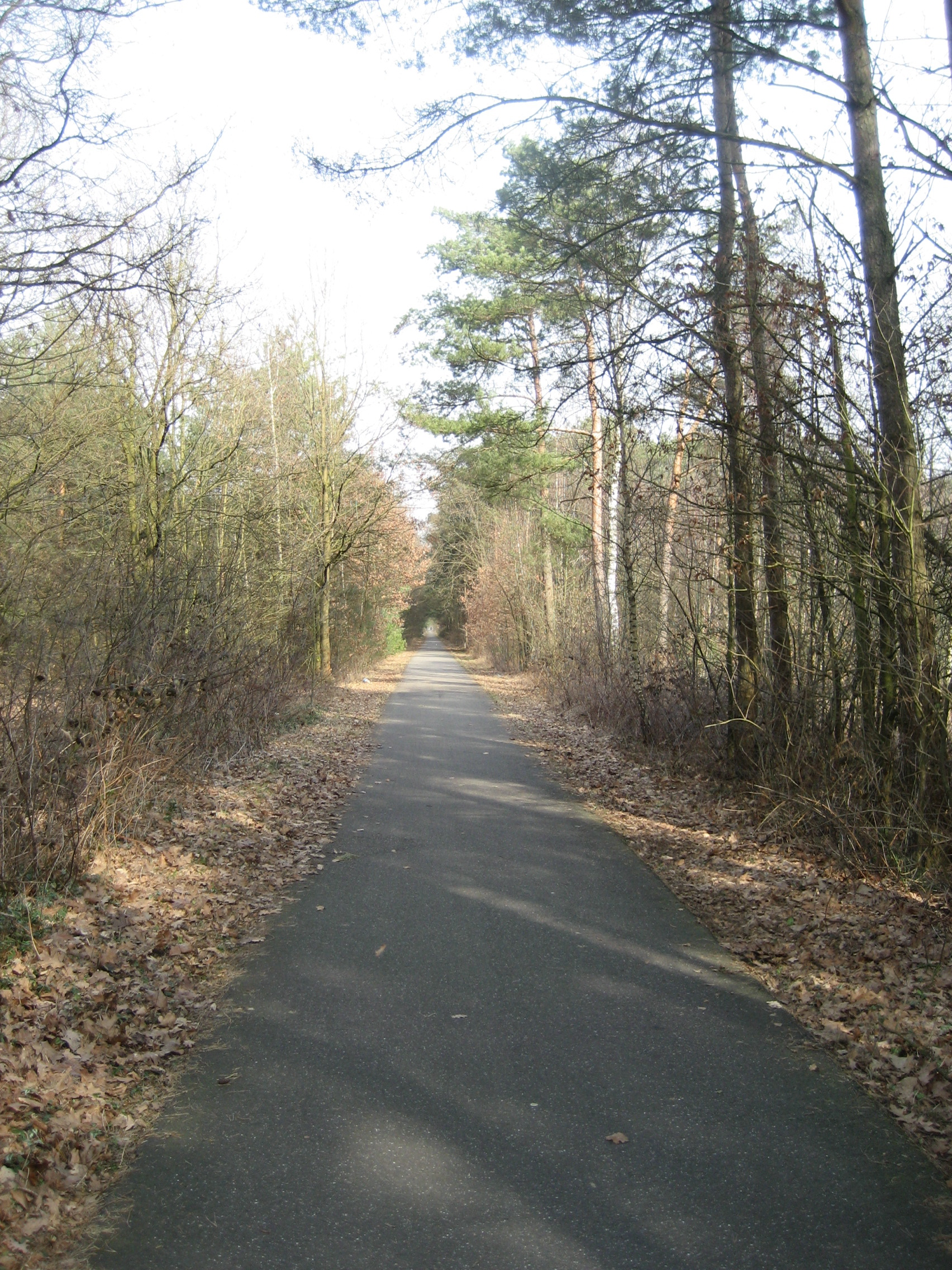
Spoorwegbedding met fietspad op de grens van Neerpelt en Achel
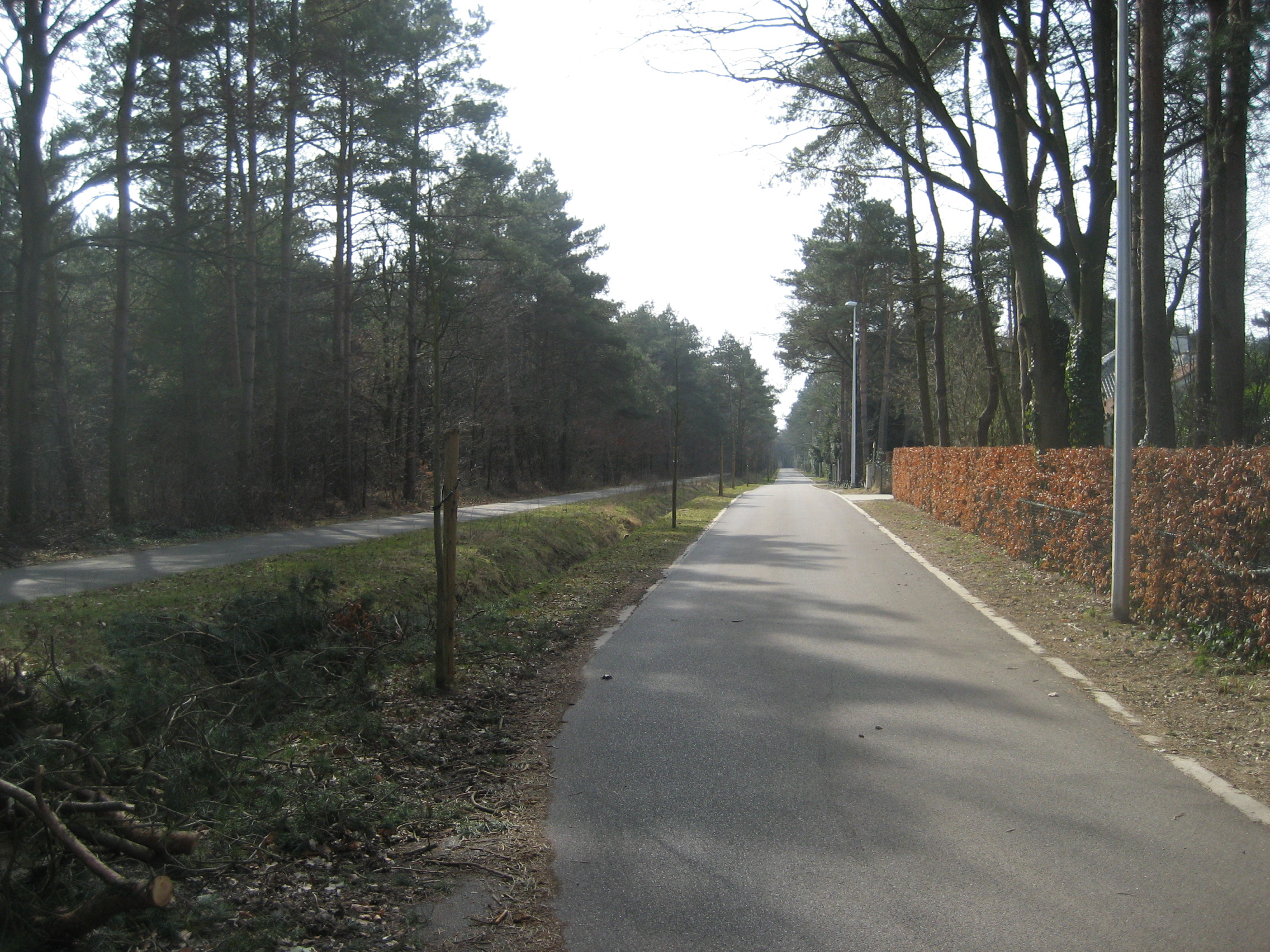
Spoorwegbedding met fietspad in Neerpelt langs de Mezenstraat